# Créole seychellois
Le créole seychellois (autonyme : kreol seselwa) est un créole parlé dans les îles des Seychelles. Il trouve ses sources dans la langue française et il est issu du même tronc commun aux créoles à base lexicale française de l'océan Indien (créole bourbonnais et créole de l'Isle de France).
Il est parlé par 95 % de la population de l'archipel et est une des langues officielles de l'archipel au même titre que l'anglais et le français.
On distingue plusieurs variantes :
- le créole fin, fortement francisé et parlé par la bourgeoisie ;
- le gros créole, parlé par les classes populaires ;
- le créole grand-bois, parlé dans les campagnes ;
- le gros créole mozambique, utilisé par les paysans d’origine africaine ;
- le créole des médias, utilisé dans certains discours de personnalités politiques, un peu artificiel avec, comme le français métropolitain, beaucoup d'emprunts à l'anglais.

## Petit lexique créole
| Français              | Traduction en créole seychellois |
| --------------------- | -------------------------------- |
| Oui                   | Wi                               |
| Non                   | Non                              |
| S'il vous plaît       | Silvouple                        |
| Merci                 | Mersi                            |
| Qu'est-ce que c'est ? | Kisisa ?                         |
| Ça sera tout ?        | Sa menm tou ?                    |
| Bonne chance          | Bonn sans                        |
| Je t'aime bien        | Mon kontan ou                    |

## Orthographe
| a   | b   | (c)     | d   | e   | f      | g   | i     |
| --- | --- | ------- | --- | --- | ------ | --- | ----- |
| [a] | [b] | ([k~s]) | [d] | [e] | [f]    | [g] | [i]   |
| j   | k   | l       | m   | n   | o      | p   | r     |
| [z] | [k] | [l]     | [m] | [n] | [o]    | [p] | [r]   |
| s   | t   | u       | v   | w   | (x)    | y   | (z)   |
| [s] | [t] | [y]     | [v] | [w] | ([ks]) | [j] | ([z]) |

| ch  | (ee)   | ny  | ou  | (qu)  | en    |
| --- | ------ | --- | --- | ----- | ----- |
| [ʃ] | ([iː]) | [ɲ] | [u] | ([k]) | ([ɛ̃]) |

Le digramme « en » se prononce comme dans le mot français « ben »